# William Ferdinand Alphonse Turgeon
William Ferdinand Alphonse Turgeon (3 juin 1877 - 11 janvier 1969) était un homme politique canadien et un juge dans la province de la Saskatchewan. Il a également servi en tant que diplomate pour le gouvernement du Canada.

## Biographie
Turgeon est né à Petit-Rocher, au Nouveau-Brunswick, fils de l'éminent homme politique canadien Onésiphore Turgeon. Son frère, James Grey Turgeon, était également un homme politique de l'Alberta. Les trois membres de la famille occupèrent simultanément des fonctions publiques entre 1911 et 1921.
Turgeon a fait ses études à New York et a obtenu un baccalauréat ès arts de l'Université Laval en 1900. Il a été admis au Barreau du Nouveau-Brunswick en 1902. Il s'est ensuite installé à Prince Albert, en Saskatchewan, qui était le centre judiciaire des Territoires du Nord-Ouest, où il a ouvert un cabinet d'avocats et est devenu procureur de la Couronne.

## Carrière

### Politique
Il a été député à l'Assemblée législative de la Saskatchewan pour les circonscriptions de Prince Albert City (1907-1908), de Duck Lake (1908-1912) et de Humboldt (1912-1921). De 1912 à 1918, il était secrétaire provincial. De 1907 à 1921, il était procureur général. On lui attribue d'avoir créé les bases des lois administratives et municipales de la province.

### Juge de la cour d'appel
De 1921 à 1938, il a été juge de la Cour d'appel de la Saskatchewan et de 1938 à 1941, juge en chef de la Saskatchewan. En 1941, il fut assermenté au Conseil privé de la Reine pour le Canada.

### Diplomate
De 1941 à 1957, il a occupé des postes diplomatiques principalement comme ambassadeur du Canada en Argentine, au Chili, au Mexique, en Belgique, au Luxembourg, en Irlande et au Portugal.
À son retour au Canada, il entreprit une enquête auprès de la Commission des accidents du travail du Manitoba en 1958

## Honneurs
En 1940, il obtint un doctorat honorifique en droit de l'Université de la Saskatchewan. En 1967, il est fait officier de l'Ordre du Canada « pour plus d'un demi-siècle de service dans son pays ». Jusqu'au premier août 2018, la WFA Turgeon Catholic Community School de Prince Albert, en Saskatchewan, portait son nom.